# Тамара Янкова
Тамара Георгиева Янкова е българска пианистка и клавирна педагожка, внучка на народната певица Елена Янкова.

## Биография
Янкова е родена на 5 април 1907 г. в Пловдив, Княжество България. Завършва пиано в Държавната музикална академия в класа на проф. Андрей Стоянов. Специализира във Виена. След 1925 г. концентрира работа си в България и чужбина. 
Професор в катедра „Пиано“ на Българската държавна консерватория от 1932 г., неин ръководител от 1959 до 1974 г. Наградена с Димитровска награда през 1952 г. Заслужила артистка от 1965 г.
Умира на 15 октомври 1983 г. в София, Народна република България.

## Книги
Автор е на голям брой книги в областта на нотната литература, изкуствата и науките за изкуствата.
- „Клавирно изкуство“, (1959)
- „Принципите на Станиславски, отразени в музикалното изпълнителско изкуство“ (1962)
- „Психичното начало в изпълнителското изкуство“ (1967)
- „Клавирно изкуство“ (1971)
- „За по-голяма връзка между клавирната педагогика и психологията“ (1977)
- „Клавирната педагогика и психологията“ (1977)
- „32 сонати от Бетховен“, том I (1980)
- „32 сонати от Бетховен“, том II (1982)
- „Избрани етюди за пиано от Кьолер, Талберг и Новаковски“ (1979)